# Izák II. Angelos
Izák II. Angelos (řecky Ισαάκιος Β’ Άγγελος, Isaakios II. Angelos, někdy také Isák, nebo latinsky Isaacius Angelus; okolo 1155 – přelom ledna a února 1204), syn Andronika Duky Angela a jeho ženy Eufrosiny Kastamonitissy, byl v letech 1185–1195 a opět v letech 1203–1204 byzantským císařem z rodu Angelů.
Na trůn nastoupil v těžké době, byzantská říše měla velké zahraničně-politické problémy jak na západě (na Balkáně), kde se samostatnosti domohli Srbové a Bulhaři, tak také na východě, kde již zářila hvězda vládce Sýrie a Egypta Saladina. Zbožný Izák však nedokázal složitou situaci vyřešit. Navíc byl po deseti letech vládnutí sesazen, zajat a oslepen svým bratrem Alexiem. Uvěznění Izáka a jeho mladého syna Alexia vedlo k tažení vojsk čtvrté křížové výpravy na Konstantinopol, sídlo císařů. Po úprku bratra Alexia III. se Izák, oslepený a nemocný, opět ujal vlády a za svého spoluvládce si určil syna Alexia. Jeho dny však již byly sečteny – na přelomu ledna a února 1204 byl sesazen a uvržen do vězení, kde zakrátko zemřel.

## Nástup dynastie Angelů

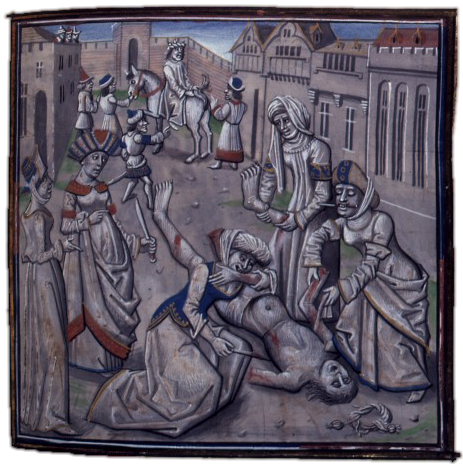
Smrt císaře Andronika I., miniatura z 15. století

Pocházel z maloasijského aristokratického rodu Angelů, která odvozovala svůj původ od Theodory Komneny, dcery byzantského císaře Alexia I. Za vlády Alexiova vnuka Manuela Komnena přibyl do Konstantinopole, kde se v roce 1182 nejmocnějším mužem stal Andronikos Komnenos, jehož dceru Irenu měl Izák za manželku. Andronikos Komnenos byl vládce sice schopný, ale krutý. Za jeho vlády se začaly projevovat silně protizápadní názory. Neúspěchy na Balkáně způsobily v srpnu 1185 Andronikův pád. Konstantinopolský lid prohlásil císařem Andronikem perzekvovaného Izáka Angela, jehož osobou na trůn nastoupila dynastie Angelů.

## První vláda

### Potíže na Balkáně
Před Izákem stál při nástupu na trůn akutní problém – Normané na Balkáně. Naštěstí bylo jejich pronikání zastaveno vojevůdcem Alexiem Branasem, který porazil Normany v bitvě u Mosinopolu. Značné potíže Izákovi činil také uherský král Béla III., který využil smrti svého opatrovníka, císaře Manuela († 1180), k expanzi na úkor Byzance, ale ještě roku 1185 byla mezi Izákem a Bélou podepsána mírová smlouva, která byla zpečetěna sňatkem Izáka a Markéty–Marie, desetileté dcery uherského krále. Béla také vrátil Byzanci Pomoraví s okolím Bělehradu a Braničeva.

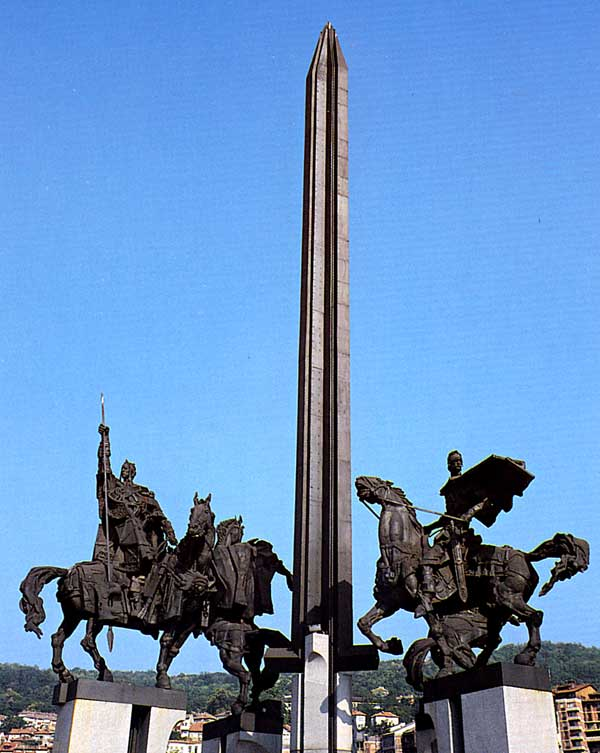
Pomník bratrů Asenovců v Tarnovu.

Jenže byzantských potíží využili ke vzpouře Bulhaři, tedy národ, který byl od roku 1018 pod přímou nadvládou Byzantinců. Nevoli u Bulharů vyvolalo zejména Izákem vyhlášené zvýšení daní. Do čela povstání se postavili bratři Todor a Asen, bulharští bojaři a páni několika hradů v okolí města Tarnova. Poté, co bratři dobyli území mezi pohořím Stara planina a řekou Dunaj byl v říjnu 1185 v Tarnovu starší z bratří, Todor, korunován opět ustanoveným bulharským patriarchou na cara jako Petr II. Isaakios proti vzbouřencům poslal – stejně jako proti Normanům – vojevůdce Alexia Branase, jenž ovšem využil toho, že má u sebe armádu a prohlásil se v Adrianopoli císařem. Izákově armádě se však povedlo Branase porazit a zabít (v únoru 1186). Teprve na přelomu jara a léta 1186 se císař mohl opět vydat s armádou proti Bulharům. Bratři si však na pomoc zavolali bojovné Kumány, ke kterým se také přechodně uchýlili. Izák se tehdy domníval, že jsou povstalci definitivně poraženi a vrátil se se svým vojskem do Konstantinopole, jenže bratři se vrátili i s námezdnými Kumány, s nimiž zpustošili Thrákii. Do konce roku 1186 táhl Izák do Bulharska ještě jednou, ale bez úspěchu. Na jaře 1187 se Izák vypravil do Bulharska znovu a oblehl pevnost Loveč, nakonec ale uzavřel s bratry přímeří, čímž uznal vládu Asenovců (tak se nazývala dynastie, kterou založil Asen I.) v severním Bulharsku a v severozápadní Thrákii.

### Třetí kruciáta
V osmdesátých letech 12. století procházelo latinské panství ve Svaté zemi zásadní změnou. Proces upevňování moci vládcem Sýrie a Egypta Saladinem vyvrcholil roku 1187. Toho roku Saladin nejprve v červenci porazil armádu Jeruzalémského království a na počátku října vstoupil do Jeruzaléma. Izák Saladinovi poblahopřál a požádal ho, zda by nemohla být svatá místa svěřena ortodoxním duchovním; nakonec bylo Izákově žádosti vyhověno. Porážka křesťanů nezůstala bez odezvy. Evropští panovníci byli ještě v říjnu roku 1187 papežem vyzváni, aby táhli do Svaté země. Jako první se do Levanty své oddíly po moři vyslal tradiční nepřítel Byzance, sicilský král Vilém II. Pro byzantskou říši však měla větší význam až výprava vedená Fridrichem I. Barbarossou, císařem Svaté říše římské.

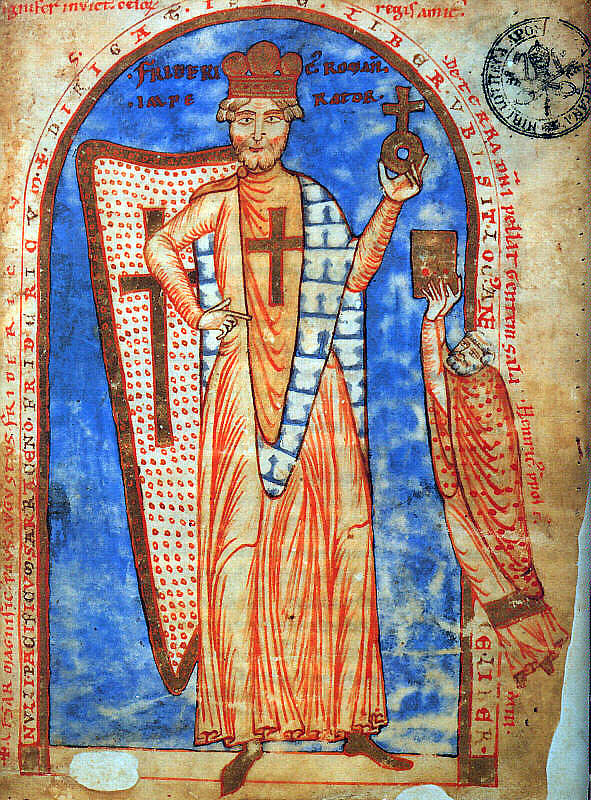
Fridrich I. Barbarossa, císař Svaté říše římské (Vatikánská knihovna, 1188).

Již v roce 1188 poslal Barbarossa Izákovi vzkaz, ve kterém ho žádal, zda by mohla křižácká armáda projít byzantským územím. Izák však k Fridrichovi vyslal Ioanna Duku, aby zjistil Fridrichovy záměry podrobněji...
| „                   | K Frederichovi [Fridrichovi] byl tedy poslán logothétes Joánnés [Ioannes, Jan] Dukas (v září 1188) do Norimberka a obdržel ujištění, že král [správně císař] potáhne romájským [byzantským] územím bez boje a že neublíží žádnému městu, žádné vesnici, žádné pevnosti ani tvrzi. Za to se králi [císaři Barbarossovi] zavázal, že mu Romájové [Byzantinci] budou dodávat potraviny a krmení pro koně v dostatečném množství, takže jeho vojsko nebude mít žádný nedostatek. (...) Po krátké době se Joannés Dukas vrátil zpět a podal císaři [Izákovi] zprávu o dohodě. Císař pečoval o to, aby se shromažďovaly potraviny. | “ |
| — Niketas Choniates | |   |

Fridrich překročil byzantské hranice 23. června 1189. Vztahy mezi oběma panovníky byly však značně přiostřeny další návštěvou Izákových vyslanců u Fridricha. Navíc musel Izák řešit další vážný politický problém: protibyzantsky naladěný srbský župan Štěpán Nemanja se vydal k Fridrichovi do Niše a nabídl mu spojenectví proti Byzanci. Podobně se zachovali i bulharští vládci Asen a Petr. Ačkoliv se Barbarossa rozhodl slovanským vládcům nevyhovět a neuzavřít s nimi spojenectví proti Byzanci, vztahy mezi oběma panovníky zůstávaly nadále velmi napjaté. Izák ponoukl svého synovce, protostratora Manuela Kamytza, aby byl připraven vpadnout Fridrichově armádě do zad. Až Fridrich dospěl do Filippopole (kam se však podle byzantských plánů neměl dostat; přechytračil ale byzantské vojsko), začala další vlna dopisování mezi Izákem a Fridrichem. Izák se domníval, že Fridrich má v úmyslu táhnout na Konstantinopol, a proto se také choval vůči Barbarossovi nepřátelsky. Po čase se však uklidnil a staral se, aby se křižáci co nejrychleji přeplavili do Malé Asie. Fridrich se však – pro pokročilou roční dobu (byl listopad) – rozhodl přezimovat na Balkáně. To ovšem opět rozlítilo císaře Izáka...
| „                   | ...[Izák] napsal králi [císaři Fridrichovi] dopis a prorokoval mu, což je velmi nevhodné pro císaře, že zemře do velikonoc [Velikonoc]. Ostatní slova dopisu (...) jsou spíše pohanou než chválou jejich autora... | “ |
| — Niketas Choniates | |   |

Nová dohoda byla mezi oběla císaři uzavřena 24. února 1190. a již na sklonku března bylo Fridrichovo vojsko v Malé Asii. Po několika vítězných šarvátkách se však Barbarossa v červnu 1190 utopil v řece Salef. Velitelem vojska se stal Barbarossův stejnojmenný syn, který se ke svému otci na věčnost připojil na počátku následujícího roku (1191).

### Zahraničně-politické konflikty
Přesunem vojska křižáků do Anatolie se Izák zbavil vážného problému – Barbarossovy armády na Balkáně – a konečně se mohl vydat proti Srbům a Bulharům. Nejdříve se vydal proti Asenovcům (tak se nazývala dynastie, založená bulharským carem Asenem I.) a oblehl jejich sídelní město Tarnovo. Bratři si opět přivolali na pomoc Kumány a donutili Izáka stáhnout se. Císař byl cestou zpět do Konstantinopole přepaden bulharskou armádou a při rychlém útěku údajně ztratil i vlastní přilbu. Ve prospěch Bulharska ztratila tehdy Byzanc některá města na černomořském pobřeží.
Na sousední srbský stát Izák zaútočil ještě na podzim 1190 či až roku 1191. S županem Štěpánem Nemenjou se střetl v bitvě na řece Moravě, jižně od Niše, kde Srby porazil. Byl uzavřen mír, kterým župan Izákovi vrátil všechna území dobytá Srby po roce 1189. Zároveň byl dohodnut sňatek Eudokie, dcery Izákova bratra Alexia, s Nemanjovým druhorozeným synem Štěpánem.
V roce 1191 do Levanty připluli francouzský král Filip II. August a anglický král Richard I. Lví srdce se svými vojsky a jejich boje ve Svaté zemi tvořily druhou část třetí křížové výpravy. Ještě než však anglický panovník přistál ve Svaté zemi, přepadl byzantský ostrov Kypr. Kypr byl sice formálně pod vládou Izáka Angela, fakticky však na ostrově vládl jeho příbuzný Izák Komnenos, jenž využil konstantinopolských zmatků v polovině osmdesátých let 12. století a zavedl na strategicky významném ostrově teror. Richard Lví srdce se ostrova zmocnil v květnu 1191, později ho však prodal templářům, od kterých jej získal roku 1192 sesazený jeruzalémský král Guy de Lusignan a z Kypru (jenž byl 1197/1198 povýšen na království) se stal další křižácký stát.
V roce 1193 byla šestnáctiletá dcera Izáka a Ireny Komneny Irene zasnoubena dědici sicilského trůnu Rogerovi. Mladý následník však záhy zemřel a když roku 1194 přistál na Sicílii Barbarossův syn a císař Svaté říše římské Jindřich VI. Štaufský, aby se jí jako choť dcery krále Rogera II. zmocnil, nalezl mezi zajatci Izákovu dceru Irenu a zasnoubil ji se svým mladším bratrem Filipem.

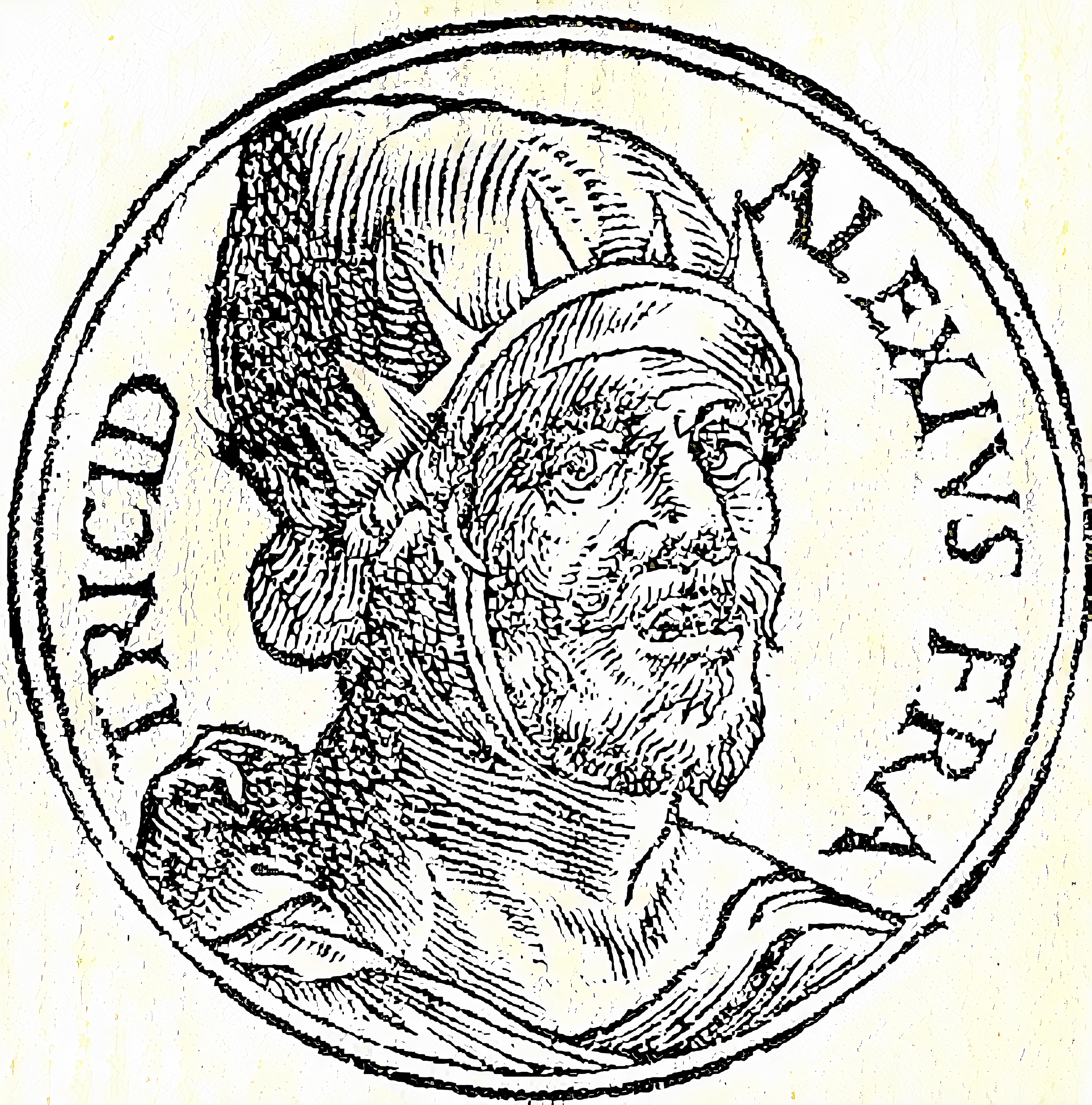
Isaakiův bratr Alexios III.

Na počátku devadesátých let také pokračovaly boje s Bulhary. Zpočátku to byly boje vyrovnané, ale od roku 1194 začali mít Asenovci výraznou převahu, díky které upevňovali svou pozici v severozápadní Thrákii. Izákovy výrazné neúspěchy možná podnítily jeho bratra Alexia, aby povstal. V dubnu 1195, na výpravě proti Bulharům, byl Izák Alexiem svržen, oslepen a uvrhnut do vězení. Císařem se stal Alexios jako Alexios III.

## Čtvrtá křížová výprava a znovunastolení

### Okolnosti svolání výpravy
Spolu s Izákem byl uvězněn také jeho syn z prvního manželství, Alexios. Trochu na lepší časy se začalo blýskat až roku 1197, kdy se 25. května Izákova dcera Irene vdala za Filipa z rodu Štaufů, jenž se v září toho roku stal hlavou svého rodu – jeho bratr, císař Svaté říše římské Jindřich VI. Štaufský zemřel krátce před vyplutím do Svaté země, kde hodlal posílit své pozice. Filip nejspíš měl zájem na tom, aby se Izák dostal opět na trůn, sám ovšem mnoho nezmohl, neboť se musel vypořádat s protikrálem Ottou Brunšvickým. Další možnosti, jak pomoci Izákovi na trůn, se otevřely až na počátku 13. století. Nejspíše roku 1201 se totiž Izákovu synovi Alexiovi podařilo uprchnout z vězení. Princ zamířil ke své sestře a švagrovi do Německa a začal přesvědčovat Filipa a Bonifáce z Monfferratu, předáka právě připravované, papežem organizované křížové výpravy, aby jemu a Izákovi pomohli získat byzantský trůn.

### Tažení na Konstantinopol

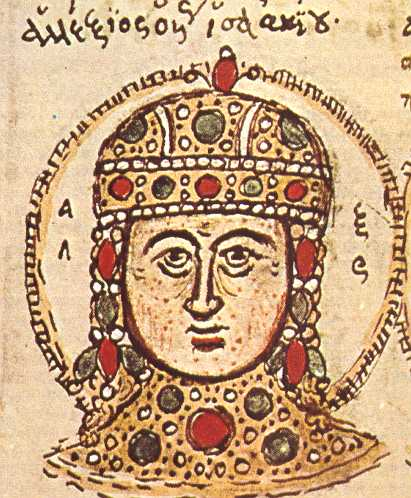
Izákův syn Alexios

Ke křižáckému vojsku, jež právě pobývalo v Zadaru, přibyl 25. dubna 1203 princ Alexios IV. Angelos. Již několik měsíců před tím však jeho posel jednal s vůdci výpravy o „zastávce“ v Konstantinopoli. Princův vyslanec slíbil křižákům – pokud potáhnou na Konstantinopol – velmi vysoký obnos peněz (asi 200 000 marek stříbra), zásobování vojska na jeden rok, vojenskou pomoc asi 10 000 Byzantinců a v neposlední řadě podřízení konstantinopolské autokefální církve římskému papeži. Dva nejvýznamnější křižáčtí představitelé – Bonifác z Montferratu a benátský dóže Enrico Dandolo – s návrhem souhlasili, a tak o zdržení u Konstantinopole bylo v podstatě rozhodnuto.
Před Konstantinopolí se křižáci objevili 24. června 1203 Císař Alexios III., bratr oslepeného Izáka, neučinil nic, čím by zabránil příjezdu křižáků. Z počátku s nimi vyjednával; když se ale ukázalo, že ho křižáci považují za neoblíbeného uzurpátora, vyhlásil jim nepřátelství. Křižáci se snažili v obyvatelích metropole vyvolat zájem o prince Alexia; demonstrativní výjezdy na lodích kolem konstantinopolských hradeb však na Byzantince nezapůsobily. Předáci křižáků (Latinů) se na počátku července odhodlali k útoku na město. Jejich armáda postupovala krok za krokem a císař Alexios III. zůstal naprosto klidný. Až 17. července se císař odhodlal zakročit; k boji však nedošlo. Snad se již císař Alexios III. připravoval na následující noc...
| „                   | ...Alexios [III.] se spěšně odebral do paláce a připravoval se na útěk, jako by vší mocí chtěl zkrátit cestu k neblahému pádu města a připravit mu ještě těžší konec, než taký mu osud předurčil. Svěřil svůj záměr jen několika málo ze svých souložnic a příbuzných, vzal s sebou ze svých dcer pouze Irenu, přisvojil si deset kentenarů zlata a jiných císařských šperků s drahými kameny a matně se lesknoucími perlami. V noční době vyrazil... | “ |
| — Niketas Choniates | |   |

### Druhá vláda
| „                           | ...Obyvatelé města zůstali zcela ochromeni; odešli do vězení, kde dlel císař Izák, jenž měl oči vybodeny, odějí ho do císařského roucha, dopraví ho do vysokého paláce Blakernského [Blachernského], vsadí ho na trůn a koří se mu jako svému pánu. Na radu císaře Izáka opatřili potom posly, poslali je ke (...) [křižáckému] vojsku a sdělili synu císaře Izáka [Alexiovi] i (...) [křižáckým] baronům, že císař Alexis [Alexios III.] utekl a že povznesli znovu na císařský trůn císaře Izáka... | “ |
| — Geoffroi de Villehardouin | |   |

Latinové také vyslali své posly k Izákovi a požadovali po císaři, aby přijal svého syna Alexia za spolucísaře a aby dodržel sliby, které křižákům dal princ Alexios. Izák se rozhodl přáním vyhovět a již 1. srpna byl princ Alexios za přítomnosti latinských předáků v chrámu Boží Moudrosti v Konstantinopoli korunován jako Alexios IV. na spolucísaře.
Před oběma císaři stál velmi naléhavý problém – křižáci před branami Konstantinopole. Dne 20. září 1203 vypršela doba, do kdy se měli podle původní dohody Latinové přesunout do Svaté země. Latinové po císařích požadovali zaplacení slíbené částky. Jelikož císařská pokladna tak velkými prostředky nedisponovala, rozhodli se císařové vypsat nové daně a zabavit církevní poklady v klášterech. Tyto skutky přirozeně vyvolaly nevoli konstantinopolského lidu, jehož trpělivost rozhodně nebyla trvalá. Izák byl tehdy již velmi nemocný a veškeré záležitosti tak řídil jeho spoluvládce Alexios. V listopadu křižáčtí vůdci předstoupili před oba císaře, ale nepochodili; naopak se vztahy mezi konstantinopolským dvorem a stanem křižáků ještě více ochladily.
V lednu (či na samém počátku února) 1204 napjatá situace vyvrcholila. Konstantinopolský lid se shromáždil v chrámu Boží Moudrosti a provolal císařem neznámého mladíka Nikolase Kanabu. Císař Alexios IV. žádal křižáky, aby proti revoltě lidu zasáhli. Tím se však zbavil posledních spojenců z řad byzantské aristokracie, jež se vzbouřila. V čele stál zeť císaře Alexia III. Alexios Dukas Murtzuflos, který se již jednou vzbouřil (v lednu 1204). Ve druhém případě však byl úspěšný a 1. února 1204 byl Izák II. Angelos spolu se svým synem Alexiem IV. svržen. Izák byl opět uvrhnut do vězení, kde zakrátko zemřel. Alexios IV. byl uškrcen na příkaz Murtzufla, který jako Alexios V. nastoupil na trůn. Nevládl však dlouho – po dobytí Konstantinopole Latiny 13. dubna 1204 byl svržen z Theodosiova sloupu v Konstantinopoli.